# Panama-papirerne
Panama-papirerne eller the Panama Papers er et lækket sæt data bestående af 11,5 millioner hemmelige dokumenter udarbejdet af det panamanske selskab Mossack Fonseca, som rummer detaljerede oplysninger om mere end 214.000 offshore-selskaber, herunder identiteter på ejere og direktører. Dokumenterne angiver ledere af fem lande — Argentina, Island, Saudi-Arabien, Ukraine og Forenede Arabiske Emirater — såvel som regeringspersoner og nære tilknyttede for mere end 40 andre lande, herunder Brasilien, Kina, Frankrig, Indien, Malaysia, Mexico, Malta, Pakistan, Rusland, Sydafrika, Spanien, Syrien og Storbritannien.
Dokumenterne er udarbejdet siden 1970'erne og rummer over 2,6 terabyte data, som blev afleveret af en anonym kilde til den tyske avis Süddeutsche Zeitung i 2015 og derefter til International Consortium of Investigative Journalists (ICIJ). Dokumenterne blev fordelt til og analyseret af ca. 400 journalister hos 107 nyhedsorganisationer i mere end 80 lande. De første rapporteringer baseret på indholdet, sammen med selve indholdet af 149 dokumenter, blev offentliggjort den 3. april 2016. I Danmark havde DR produceret dokumentaren Det Store Skattelæk, som ligeledes blev vist 3. april 2016.
To dage efter afsløringerne valgte Islands statsminister Sigmundur Davíð Gunnlaugsson at trække sig og bad præsidenten om at opløse parlamentet.
Den fulde liste af virksomheder i dokumenter blev frigivet i begyndelsen den 9. maj 2016.

## Baggrund
Mossack Fonseca er en panamansk advokatvirksomhed stiftet i 1977 af Jürgen Mossack og Ramón Fonseca. Virksomhedens tjenester inkluderer at indarbejde virksomheder i offshore-områder, administrere offshore-virksomheder og rådgive om formuepleje. I 2012 nævnte Economist i en artikel, at virksomheden antages at være én af de førende i branchen i landet. Virksomheden har mere end 500 ansatte i over 40 kontorer verden over. Virksomheden har handlet på vegne af mere end 300.000 virksomheder, hvor de fleste er registreret i Storbritannien eller i skattely under britisk styre.
Firmaet samarbejder med verdens største pengeinstitutter, herunder Deutsche Bank, HSBC, Société Générale, Credit Suisse, UBS, Commerzbank og Nordea. Før Panama Papers-lækket blev Mossack Fonseca beskrevet af Economist som en "tight-lipped" (fåmælt) leder i branchen inden for offshore-økonomi.
En artikel på Australian Broadcasting Corporations website forklarer:

## Indhold
Lækket består af 11,5 millioner dokumenter oprettet mellem 1970'erne og slut-2015 af den panamanske virksomhed Mossack Fonseca, som The Guardian har beskrevet som "verdens fjerdestørste offshore-advokatkontor". De 2,6 terabyte data rummer informationer om 214.488 offshore-enheder. Datasættet blev gennemgået af journalister i 80 lande. Gerard Ryle, leder af International Consortium of Investigative Journalists, antager, at lækket sandsynligvis vil være det største slag mod offshore-branchen på grund af dokumenternes omfang."

### Personer
Tidlige informationer beskrev finansielle relationer og magtrelationer mellem adskillige højtstående politikere og deres omgangskreds. For eksempel er den argentinske præsident Mauricio Macri angivet som direktør for et handelsselskab i Bahamas, som han ikke havde oplyst under sit embede som borgmester for Buenos Aires; det er ikke klart om hvorvidt det var et krav, at man den gang skulle oplyse sine direktionsposter. The Guardian har angivet, at lækket har afsløret en tydelig interessekonflikt mellem et medlem af FIFA Ethics Committee og tidligere vicepræcident i FIFA, Eugenio Figueredo.
Adskillige nuværende statsledere er angivet i Panama Papers, herunder Mauricio Macri fra Argentina, Khalifa bin Zayed Al Nahyan fra Forenede Arabiske Emirater, Petro Poroshenko fra Ukraine, kong Salman fra Saudi-Arabien og Islands statsminister Sigmundur Davíð Gunnlaugsson. Derudover optræder der tidligere statsledere fra Georgien (Bidzina Ivanishvili), Irak (Ayad Allawi), Jordan (Ali Abu al-Ragheb), Qatar (Hamad bin Jassim bin Jaber Al Thani) og Ukraine (Pavlo Lazarenko), såvel som den sudanesiske præsident Ahmed al-Mirghani og Qatars emir Hamad bin Khalifa Al Thani.
Der er også sat navne på embedsmænd og nære relationer til forskellige statsleder fra over 40 forskellige lande, herunder Algeriet, Angola, Argentina, Aserbajdsjan, Botswana, Brasilien, Cambodia, Chile, Demokratiske Republik Congo, Ecuador, Elfenbenskysten, Frankrig, Ghana, Grækenland, Guinea, Honduras, Ungarn, Island, Indien, Israel, Italien, Kasakhstan, Kenya, Kina, Malaysia, Marokko, Malta, Mexico, Nigeria, Pakistan, Panama, Peru, Polen, Rusland, Rwanda, Saudi-Arabien, Senegal, Spanien, Storbritannien, Sydafrika, Syrien, Taiwan, Venezuela, Zambia og Ægypten. Selv om det oprindelig blev oplyst, at der ikke var nogen personer fra USA i dokumenterne, er dette ikke korrekt. Ifølge The Guardian optræder navnet Vladimir Putin ikke fortegnelserne, men avisen udgav en større artikel om tre af hans venner på listen og hævder, at hans venners succesfulde forretninger ikke kunne sikres uden hans støtte.
Datasættet viser også, hvorledes den islandske statsminister Sigmundur Davíð Gunnlaugsson havde en uoplyst tilknytning til sit lands konkursramte banker, gemt bag et offshore-selskab. Lækkede dokumenter afslører, at han og hans hustru købte offshore-virksomheden Wintris Inc. i 2007. ICIJ siger, at de købte det fra Mossack Fonseca gennem den luxembourgske afdeling af Landsbanki, én af Islands tre største banker. Han erklærede ikke en forbindelse til virksomheden, da han trådte ind i parlamentet i 2009, og otte måneder efter solgte han sin 50 %-andel af Wintris til sin hustru for 1 dollar. Sigmundur Davíð opfordres til at træde tilbage, men den 4. april 2016 annoncerede han på live tv, at han ikke ville træde tilbage som følge af afsløringerne i Panama Papers, og angav at der ikke var noget nyt indhold i den forbindelse. Han hævder, at han ikke har brudt nogen regler, og at hans hustru ikke har fået nogen økonomisk gevinst på baggrund af hans handlinger.
Adskillige væsentlige personer med tilknytning til FIFA inkluderer tidligere prædifent for CONMEBOL Eugenio Figueredo, tidligere UEFA-præsident Michel Platini, tidligere generalsekretær for FIFA Jérôme Valcke, såvel som den nuværende argentinske fodboldspiller Lionel Messi. Fra Italien optræder lederen af of "Metro" Antonio Guglielmi.  The Indian Express nævner de indiske skuespillere Amitabh Bachchan og Aishwarya Rai Bachchan blandt øvrige indere.

#### Danskere i Panama-papirerne
Panama-papirerne nævner lidt over 300 danskere, samt både Jyske Bank og Nordea som skulle have oprettet adskillige selskaber i landet.
- Erik Damgaard, medlem af den såkaldte "milliardærklub", tidligere ejer af firmaet Navision, er ifølge Børsen nævnt i Panama-papirerne.[30]
- Mark Szigethy, medlem af den såkaldte "milliardærklub", investeringsarkitekt, er ifølge Børsen nævnt i Panama-papirerne.[30]
- Harry Rosenberg, forretningsmand, som blandt andet har ejet Hotel Marienlyst og stormagasinet Illum, er nævnt i dokumenterne.[31] I 2009 solgte han et datterselskab til Aps KBUS 8 nr. 2051 til et selskab i Panama til én million kroner. Eksperter vurderer, at selskabet var godt 32 millioner kroner værd på salgstidspunktet. Kort efter salget blev KBUS erklæret konkurs med en gæld på over 100 millioner kroner til kreditorerne.
- Brian Steen Nielsen og Marc Rieper, danske fodboldspillere, fik oprettet selskaber i skattely, mens de var skattepligtige i Danmark.[32][33] De udtaler begge, at de ikke har haft noget selskab i eller samarbejde med nogen i Panama.
- Forretningsmanden Knud Foldschack, halvbror til advokaten Knud Foldschack, optræder i Panama-papirerne, men forklarer sig med at "man som udenlandsk privatperson ikke kan eje et selskab i Kina".[34]

### Virksomheder
Mossack Fonseca har håndteret en større mængde virksomheder over årene, hvor antallet af aktive virksomheder nåede over 80.000 i sit højdepunkt i 2009. Over 210.000 virksomheder i 21 offshore-områder optræder i Mossack Fonsecas filer, hvor mere var indarbejde i British Virgin Islands and mange flere i Panama, Bahamas, Seychellerne, Niue og Samoa. Over årene har Mossack Fonseca haft kunder i over 100 lande; de fleste virksomheder var fra Hong Kong, Schweiz, Storbritannien, Luxembourg, Panama og Cypern. Mossack Fonseca har arbejdet med mere end 14.000 banker, advokatfirmaer og øvrige virksomheder for at oprette firmaer og fonde for deres kunder. Over 500 banker har registreret knap 15.600 stråmandsvirksomheder hos Mossack Fonseca, hvoraf HSBC og deres samarbejdspartnere har registreret over 2.300 i alt. Dexia (Luxembourg), J. Safra Sarasin (Luxembourg), Credit Suisse (Kanaløerne) and UBS (Schweiz) har hver anmodet om oprettelse af mindst 500 offshore-selskaber for deres kunder, mens Nordea (Luxembourg) anmod om knap 400.

## Lækage
Mere end et år før den første udgivelse om Panama-lækken i april 2016 modtog den tyske avis Süddeutsche Zeitung 2,6 terabytes dokumenter relateret til Mossack Fonseca fra en anonym kilde.
Den samlede mængde af de lækkede dokumenter overstiger langt mængden af dokumenter fra Wikileaks Cablegate 2010 (1,7 GB), Offshore Leaks 2013 (260 GB), Lux Leaks 2014 (4 GB) og Swiss Leaks 2015 (3,3 GB). Datasættet består primært af e-mails, PDF-filer, billeder og uddrag af en intern Mossack Fonseca-database. Lækagen dækker en periode fra 1970'erne til 2016. Panama Papers-lækagen rummer data om omtrent 214.000 virksomheder. Der er en mappe for hver stråmandsvirksomhed, som rummer e-mails, kontrakter, afskrifter og scannede dokumenter. Lækagen indeholder 4.804.618 emails, 3.047.306 database-filer, 2.154.264 PDF'er, 1.117.026 billeder, 320.166 tekstfiler og 2.242 filer i øvrige formater.
Datasættet måtte katalogiseres systematisk. Dette blev foretaget ved hjælp af proprietær software udviklet af den australske virksomhed Nuix, som også benyttes af internationale efterforskere. Dokumenterne blev kørt igennem kraftige computere, som foretog optisk tegngenkendelse, hvilket gjorde datasættet maskinlæsbart og søgbart. Fortegnelser over vigtige personer blev derefter krydsrefereret med de efterbehandlede dokumenter. Det næste skridt i analysen består i at forbinde personer, roller, pengeflow og de juridiske selskabskonstruktioner.

## Reaktioner
Lækagen blev beskrevet af Edward Snowden, kilden bag 2013-lækagen af NSA's globale overvågningsprogram, som "det største læk i datajournalistikkens historie" i en besked på Twitter.
Præsident Obama udtalte ved en pressebriefing den 5. april bl.a. "Jeg vil sige, at det bliver hårdt nogle gange, når IRS (svarende til Skatteministeriet) bliver udsultet for ressourcer og presset af Kongressens bevillingsproces, således at der ikke er nok folk til rent faktisk at være opmærksomme på, hvad alle de advokater og revisorer laver hele tiden. Men vi har igen og igen understreget vigtigheden af, at skattelovgivningen helt grundlæggende bliver håndhævet." og senere: "Problemet er ikke, at de bryder lovene. Problemet er, at lovene er så dårligt formuleret, at de tillader folk, hvis de har nok med advokater og nok med revisorer til rådighed, at smyge sig ud af forpligtelser, som almindelige borgere er nødt til at overholde."

### Udtalelse fra Mossack Fonseca
Som svar på spørgsmål fra The Miami Herald og ICIJ udsendte Mossack Fonseca en udtalelse på 2.900 ord. Mossack Fonseca oplyste, at de fulgte gældende lovgivning og retningslinjer på området, som ville minimere muligheden for at bruge offshore-selskaber til skattely i anonymitet. Mere specifikt citerede de G7's FATF-protocoler (Financial Action Task Force on Money Laundering), som kræver at virksomheder og finansselskaber over det meste i verden skal sørge for entydig identifikation af de reelle ejere af samtlige virksomheder (herunder offshore-selskaber) for at åbne konti og foretage handel.
The Miami Herald skønnede i en opfølgende leder, at Mossack Fonsecas udtalelse ikke afklarede specifik tvivlsom due-diligence-behandling, som journalister havde fundet frem til.
Den 4. april kom Mossack Fonseca med en udtalelse: "Offentligheden har ikke den store indsigt i vores branche, og desværre vil denne serie af artikler blot øge forvirringen. Facts er som følger: Selv om vi har været udsat for en datalækage, er der intet i det ulovligt anskaffede datasæt, som antyder, at vi skulle have foretaget os noget ulovligt, og det følger det internationale ry, vi har opbygget over de seneste 40 år ved at drive forretning på den reelle måde, lige her i Panama. Der er selvfølgelig ingen, som ønsker at få deres ejendom stjålet, og vi vil gøre, hvad vi kan, for at retfærdigheden sker fyldest over for de skyldige. Men i mellemtiden er vores plan fortsat at betjene vores kunder, stå bag folket samt støtte de lokalsamfund, som vi har været så privilegeret at samarbejde med over hele verden, ligesom vi har gjort i snart fire årtier." Firmaets medstifter, Ramon Fonseca Mora, fortalte CNN at de offentliggjorte informationer er falske og fuld af unøjagtigeheder, og at i mange tilfælde er enheder, som ICIJ har oplyst, ikke og har aldrig været kunder hos Mossack Fonseca. Virksomheden bragte en længere udtalelse til ICIJ.

### Kunder under anklage
Efter et interview forud for lækket offentliggjorde Islands statsminister Sigmundur Davíð Gunnlaugsson og hans hustru udtalelser om journalistisk dyneløfteri i deres privatliv og insisterede på, at intet var blevet tilbageholdt. Inden for to dage af de første nyheder om lækagen trak Sigmundur Davíð sig tilbage.
En talsmand fra HSBC udtalte, at beskyldningerne var forældede og i nogle tilfælde strakte sig 20 år tilbage, før de havde foretaget markante reformer på området.
Lionel Messis familie fortalte, at de havde indgivet en klage efter artikler om, at han havde dannet et skattely-netværk i Panama. Familien nægtede, at Messi havde været involveret og kaldte anklagerne for bagvaskelse. De har angivet, at virksomheden, som i dokumenterne er kædet sammen med Messi, var inaktiv, og at Messi har erklæret alle indtægter over for skattevæsenet.
Over 10 millioner pund fra røveriet mod Brink's-Mat i Heathrow i 1983 blev hvidvasket uforvarende og senere med Mossack Fonsecas viden igennem et panamansk selskab, som blev oprettet på vegne af en anonym kunde 12 måneder efter Heathrow-røveriet. Pengene blev kanaliseret igennem virksomheden Feberion, som kun var ejet igennem ihændehaveraktier, samt andre dækvirksomheder via banker i Schweiz, Liechtenstein, Jersey og Isle of Man. To udpegede direktører fra Sark blev tilknyttet Feberion. Offshore-selskabernes funktion var at hvidvaske pengene gennem køb af land og ejendom i Storbritannien. Selv om Scotland Yard endevendt kontorerne i slutningen af 1986 i samarbejde med Jerseys myndigheder og fik konfiskeret dokumenter og de to ihændehaveraktier for Feberion, fik Brink’s-Mats advokater først råderet over Feberion og dets aktiver i 1995.